# Pasionál abatyše Kunhuty
Pasionál abatyše Kunhuty je rukopis obsahující soubor pěti duchovních textů z počátku 14. století vzniklý z popudu Kunhuty Přemyslovny. Kvalita jeho iluminací z něj činí dílo svým významem překračující horizont střední Evropy. Roku 2005 byl prohlášen za národní kulturní památku.

## Popis
První text byl sepsán již okolo roku 1312 a celé dílo bylo dokončeno někdy okolo roku 1321, v době Kunhutiny smrti. Na tvorbě Pasionálu se podílel kanovník Beneš a také významný dominikán a později inkvizitor Kolda z Koldic. Beneš rukopis iluminoval (vymaloval), přičemž jeho práce po umělecké stránce dosahuje kvalit francouzského královského dvora. Ilustrací je celkem šestadvacet, jsou na nich zobrazeny divadelní scény, které se hrály v klášteře sv. Jiří na Velikonoce. Svůj výtvarný doprovod doplnil Beneš i vlastními verši, z nichž čiší nevšední nadání.
Pasionál tvoří soubor pěti duchovních textů a je metaforou o utrpení církve. První text je Podobenství o nepřemoženém rytíři z roku 1312 (autorem je Kolda) a o rok později byl iluminován. Rytířem je zde Ježíš Kristus a Panna či nevěsta Kristova symbolizuje lidskou duši. Nevěsta a Kristus splynou v jedno, což Beneš ztvárnil splynutím jejich svatozáří.
Následují dvě středověké velikonoční básně o Panně Marii a skladba O nebeských příbytcích (jistým autorem je opět Kolda, který ji napsal roku 1314). Poslední dva texty jsou Pašijové kázání papeže Lva a Pláč Máří Magdaleny a vznikly zřejmě až po roce 1321, tedy po Kunhutině smrti.
Pasionál lze brát i jako jakýsi středověký orloj. Kristus je pojat jako Slunce a jeho nevěsta jako Venuše. Andělé jsou hvězdy, ďábel – had je démon tmy a zimy nebo souhvězdí podzimního hada a Kristův kříž je pojat jako křížení nebeského rovníku a ekliptiky.
V knize je vložen dvoulist, kde je abatyše Kunhuta zobrazena jako princezna (korunována dvěma anděly) a jako nevěsta Kristova. Její podobizna je ovšem rozmazaná, snad byla slíbána coby vzácná relikvie.

## Další osudy rukopisu
Rukopis byl v klášteře přinejmenším již v době baroka považován za mimořádnou památku, takže nebyl uchováván spolu s běžnými knihami, ale s klášterními privilegii. V klášteře sv. Jiří zůstal až do jeho zrušení v roce 1782, kdy byl přesunut do pražského Klementina, kde se jako součást rukopisných sbírek Národní knihovny nachází dodnes.